# 地坑院
地坑院，又称“天井院”、“地阴坑”、“地窑”，是分布在陕西渭北、河南三门峡陕县、山西运城、甘肃陇东等地的一种建筑物，被称为中国北方的“地下四合院”。地坑院在改革开放后渐渐成为了乡愁的象征。一些地方利用地坑院发展旅游业，取得了不错的经济效益。2011年，“地坑院营造技艺”被列入国家级非物质文化遗产名录。

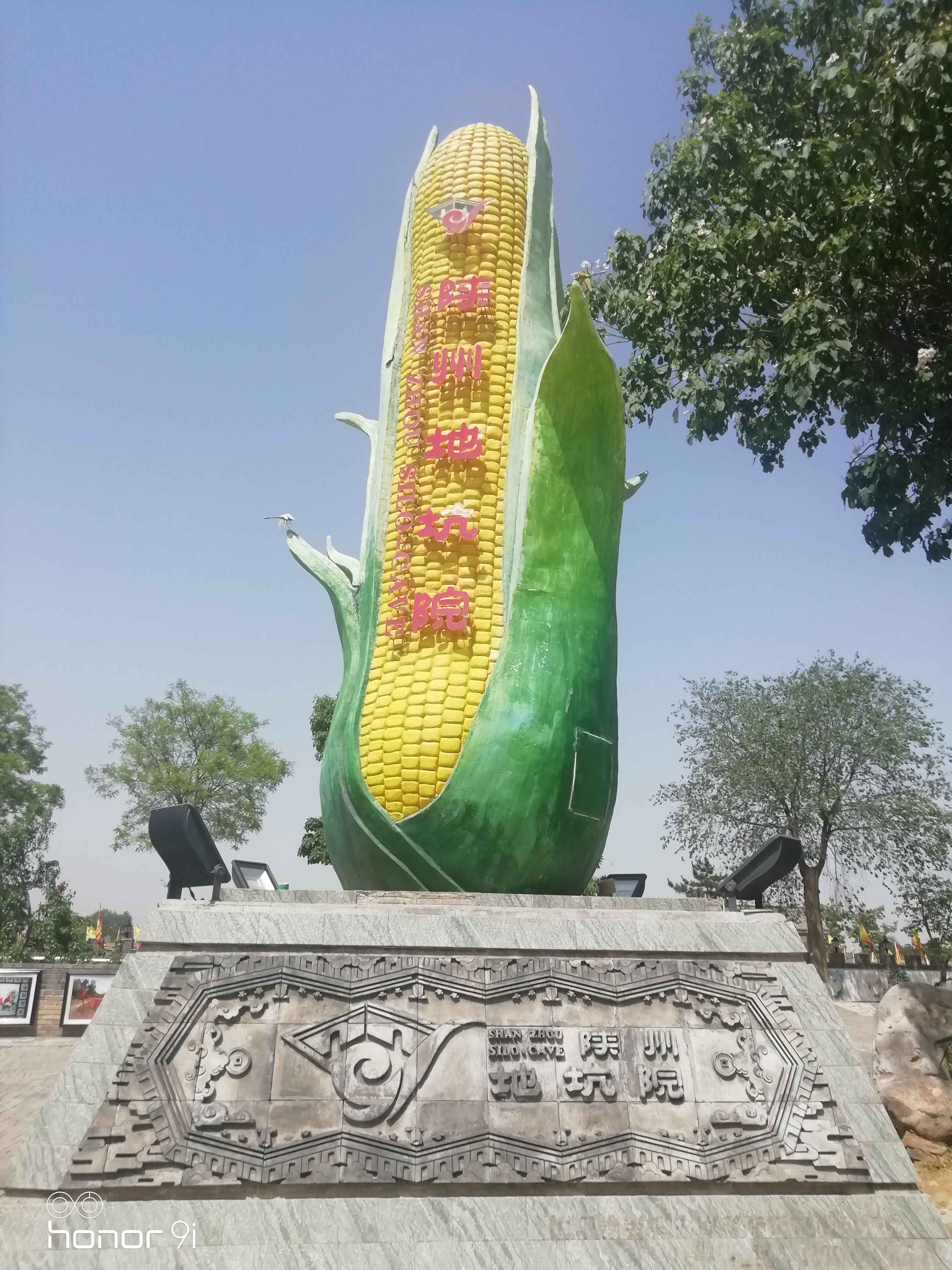
三门峡市的地坑院

## 地坑院与旅游业
依靠地坑院发展旅游业成为了一些地方脱贫致富的重要途径。一些国家级报纸，省级报纸和市级报纸也在大力宣传地坑院。
2020年4月21日，《三门峡日报》发表文章《突出地域特色 打造地坑院民俗旅游》，提出三门峡将重点打造具有浓郁风俗的地坑院民宿旅游特色乡村。

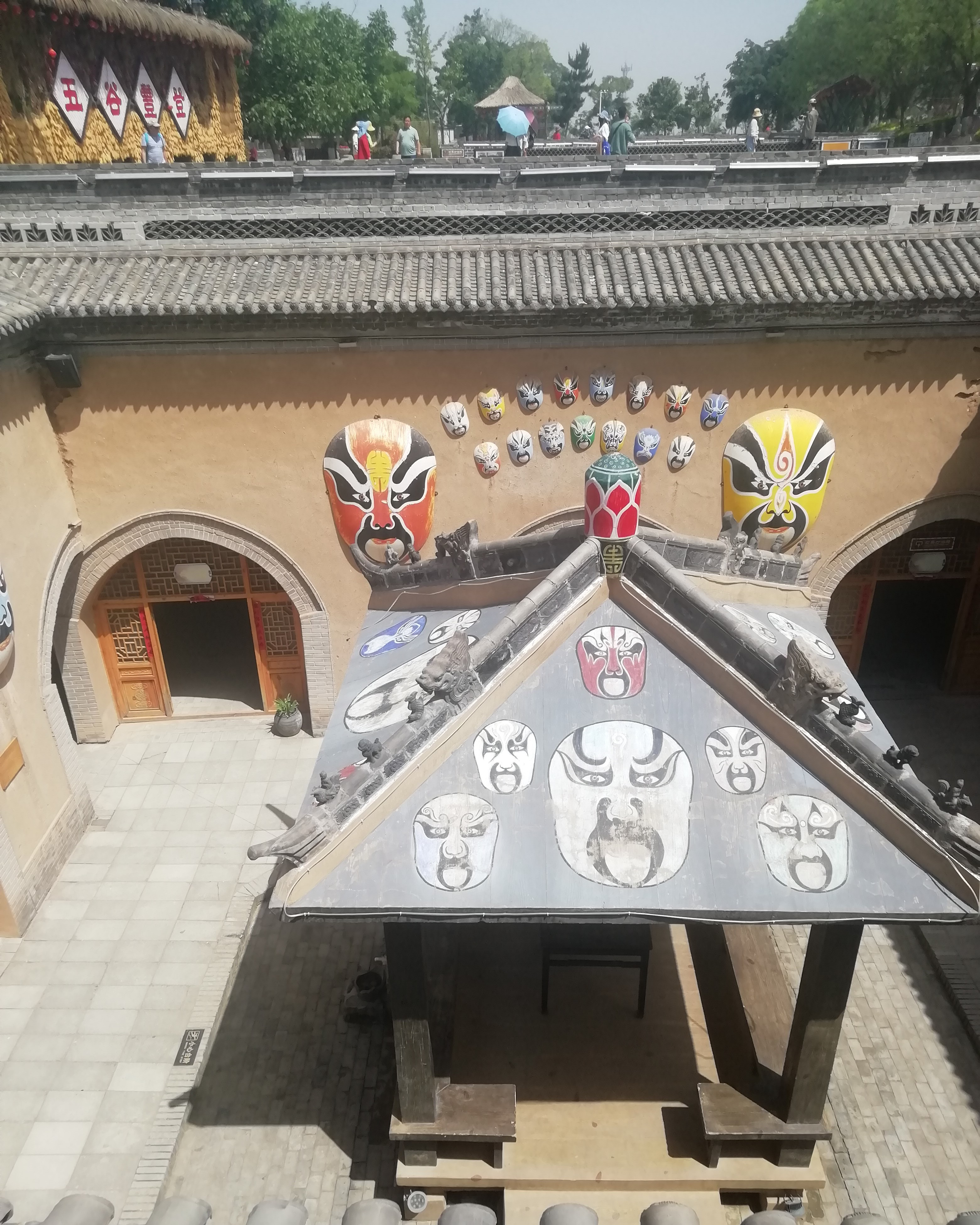
三门峡市的一个地坑院，目前无人居住，为一个旅游景点